# 箕輪町立箕輪中学校
箕輪町立箕輪中学校（みのわちょうりつみのわちゅうがっこう）は、長野県上伊那郡箕輪町にある公立の中学校である。

## 沿革
- 1908年4月1日 - 中箕輪尋常高等小学校を設立、西分教場設置
- 1909年12月15日 - 中箕輪尋常高等小学校及び中箕輪農工補習学校が現在の箕輪町立箕輪中部小学校に設立
- 1913年8月26日 - 駒ヶ岳登山遭難が起こる（のちに『聖職の碑』として小説・映画化される）
- 1947年4月1日 - 中箕輪村立中箕輪中学校、箕輪村立箕輪中学校、東箕輪村立東箕輪中学校設立
- 1948年11月3日 - 町制施行により中箕輪村立中箕輪中学校を中箕輪町立中箕輪中学校と改称
- 1951年3月31日 - 中箕輪町立中箕輪中学校及び箕輪村立箕輪中学校を廃校
- 1951年4月1日 - 中箕輪町箕輪村学校組合立中箕輪中学校を設立
- 1955年1月1日 - 東箕輪村立東箕輪中学校を箕輪町立東箕輪中学校に改称。中箕輪町箕輪村学校組合立中箕輪中学校を箕輪町立箕輪中学校に改称
- 1955年4月1日 - 箕輪町立東箕輪中学校を箕輪町立箕輪中学校に統合

## 部活動
運動部
| - 軟式野球部 - 陸上部 | - サッカー部 - フェンシング部 | - 男子バレーボール部 - 女子バレーボール部 | - 男子バスケットボール部 - 女子バスケットボール部 | - 男子軟式テニス部 - 女子軟式テニス部 | - 男子卓球部 - 女子卓球部 |

文化部
| - 吹奏楽部 | - 合唱部 | - 技術部 | - 家庭科部 | - 美術部 | - 演劇部 | - 古田人形部 |

## 学校歌

### 校歌
作詞は藤澤古實、作曲は平井康三郎である。

## 所在地
- 長野県上伊那郡箕輪町中箕輪10251番地

## 周辺
- 箕輪町立箕輪中部小学校